# Guðmundur Guðmundsson (narciarz)
Guðmundur Guðmundsson (ur. 1 maja 1920 w Akureyri, zm. 9 stycznia 2007 w Fossvogur) – islandzki narciarz alpejski, uczestnik Zimowych Igrzysk Olimpijskich 1948 w Sankt Moritz.
Jego najlepszym wynikiem na zimowych igrzyskach olimpijskich jest 59. miejsce osiągnięte w Sankt Moritz w 1948 roku w slalomie.

## Osiągnięcia

### Zimowe igrzyska olimpijskie
| Igrzyska        | Konkurencja | Czas                           | Wynik | Zwycięzca      |
| --------------- | ----------- | ------------------------------ | ----- | -------------- |
| St. Moritz 1948 | Zjazd       | 4:57.0                         | 98.   | Henri Oreiller |
| St. Moritz 1948 | Kombinacja  | 3:40.6 (slalom) 4:57.0 (zjazd) | 67.   | Henri Oreiller |
| St. Moritz 1948 | Slalom      | 3:54.6                         | 59.   | Edy Reinalter  |